# André the Giant Memorial Trophy

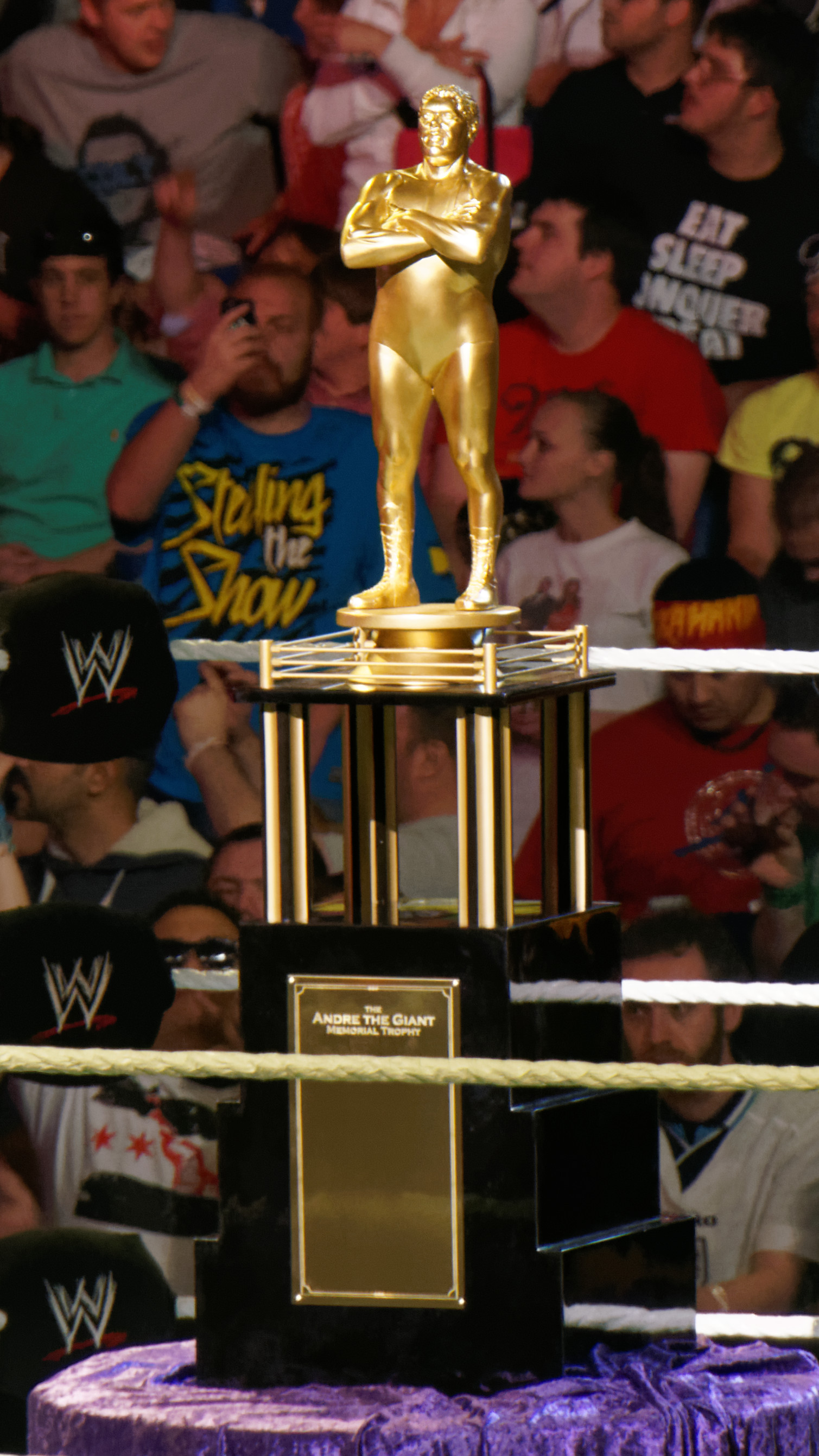
O toféu entregue ao vencedor do battle Royal

O André The Giant Memorial Trophy (traduzido em português como Troféu em memória de André the Giant) é um troféu de luta livre profissional que é entregue ao vencedor da battle royal anual realizada no WrestleMania pela promoção da WWE. A primeira edição foi realizado no WrestleMania XXX em 2014 e o vencedor foi Cesaro.
A luta é nomeada em homenagem a André the Giant - Um lutador do Hall da Fama da WWE que, com mais de 2,23 de altura e pesando 226kg, era conhecido como "O Rei das Battle Royals", devido ao grande número de vitórias em tais lutas que ele participou.
Desde a edição de 2021, a luta deixou de ser realizada na WrestleMania para ser transferida para o último programa do SmackDown anterior ao evento.

## História
No Raw de 10 de março de 2014, o anfitrião do WrestleMania XXX Hulk Hogan anunciou que estava estabelecendo o André the Giant Memorial Battle Royal em homenagem ao legado de André the Giant, que aconteceria no evento, com o vencedor recebendo o um troféu em memória do lutador (feito à semelhança de André). Cesaro venceria a luta depois de eliminar Big Show usando um Body Slam semelhante ao slam de Hogan em André no WrestleMania III.
No ano seguinte, em 29 de março de 2015, a segunda edição anual do André the Giant Memorial Battle Royal ocorreu no Levi's Stadium como parte do pré-show, estabelecendo a luta como uma tradição anual do evento. Show venceu a luta eliminando por último Damien Mizdow.
No WrestleMania 32, em 3 de abril de 2016, a terceira edição anual do André the Giant Memorial Battle Royal foi realizada, com Baron Corbin eliminando por último Kane para vencer a luta, que também foi notável pela participação da estrela da NBA Shaquille O'Neal, que entrou como um participante surpresa.
A quarta edição anual do André the Giant Memorial Battle Royal foi realizada no WrestleMania 33 em 2 de abril de 2017, em que Mojo Rawley foi o vencedor. Em 2018, no WrestleMania 34 em 8 de abril de 2018, a luta foi vencida por Matt Hardy.
A edição de 2020, no WrestleMania 36, foi a primeira vez que esta luta não aconteceu em um card de evento, devido à pandemia de COVID-19. Isto para salvaguardar a saúde dos combatentes, respeitando os protocolos de distanciamento social.

## Vencedores
| Edição       | Lutador                                             | Data                                                | Local                                               | Notas                                               |
| ------------ | --------------------------------------------------- | --------------------------------------------------- | --------------------------------------------------- | --------------------------------------------------- |
| WrestleMania |                                                     |                                                     |                                                     |                                                     |
| XXX          | Cesaro                                              | 6 de abril de 2014                                  | New Orleans, Louisiana                              | Venceu eliminando por último Big Show               |
| 31           | Big Show                                            | 29 de março de 2015                                 | Santa Clara, Califórnia                             | Venceu eliminando por último Damien Mizdow          |
| 32           | Baron Corbin                                        | 3 de abril de 2016                                  | Arlington, Texas                                    | Venceu eliminando por último Kane                   |
| 33           | Mojo Rawley                                         | 2 de abril de 2017                                  | Orlando, Flórida                                    | Venceu eliminando por último Jinder Mahal           |
| 34           | Matt Hardy                                          | 8 de abril de 2018                                  | New Orleans, Louisiana                              | Venceu eliminando por último Baron Corbin           |
| 35           | Braun Strowman                                      | 7 de abril de 2019                                  | East Rutherford, Nova Jersey                        | Venceu eliminado por último Colin Jost              |
| 36           | A luta não aconteceu devido à Pandemia de COVID-19. | A luta não aconteceu devido à Pandemia de COVID-19. | A luta não aconteceu devido à Pandemia de COVID-19. | A luta não aconteceu devido à Pandemia de COVID-19. |
| SmackDown    |                                                     |                                                     |                                                     |                                                     |
| 37           | Jey Uso                                             | 9 de abril de 2021                                  | São Petersburgo, Flórida                            | Venceu eliminando por último Shinsuke Nakamura      |
| 38           | Madcap Moss                                         | 1 de abril de 2022                                  | Dallas, Texas                                       | Venceu eliminando por último Finn Bálor             |
| 39           | Bobby Lashley                                       | 31 de março de 2023                                 | Los Angeles, Califórnia                             | Venceu eliminando por último Bronson Reed           |
| XL           | Bronson Reed                                        | 5 de abril de 2024                                  | Filadélfia, Pensilvânia                             | Venceu eliminando por último Ivar                   |
| 41           | Carmelo Hayes                                       | 18 de abril de 2025                                 | Paradise, Nevada                                    | Venceu eliminando por último Andrade                |

## Recepção
Escrevendo para PWInsider em 2017, Dave Scherer não viu nenhuma razão para os espectadores se preocuparem com o André the Giant Memorial Battle Royal, dado como vencedores determinados. Ele disse: "É ótimo que todo o talento estará no WrestleMania, mas essa luta não significou nada até agora.